# Karanowo (Oblast Sliwen)
Karanowo  (bulg. Караново) ist ein Dorf im Südosten von Bulgarien, im Oblast Sliwen, in der Gemeinde Nowa Sagora.
Einen gleichnamigen Ort Karanowo gibt es in der Oblast Burgas.

## Geografie

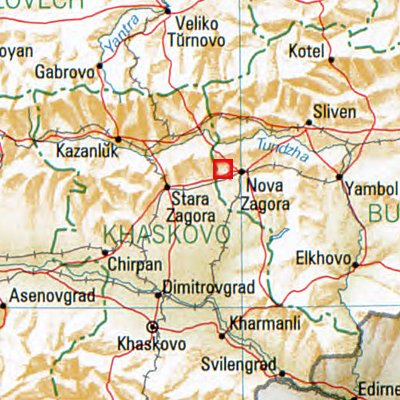
Karanowo und Umgebung

Das Dorf Karanowo liegt im nördlichen Teil der Oberthrakischen Tiefebene in unmittelbarer Nähe zu den südlichen Ausläufern des Gebirges Sredna Gora. Karanowo liegt 10 km nordwestlich der Stadt Nowa Sagora, 25 km östlich von Stara Sagora und 40 km südwestlich der Bezirksstadt Sliwen. Das Dorf liegt 5 km nördlich der Verbindungsstraße zwischen Stara Sagora und Nowa Sagora, die Teil der Fendverbindung Sofia-Plowdiw-Burgas ist.
In der Umgebung liegen die Orte Nowa Sagora, Stara Sagora, Sliwen, Kasanlak, Weliko Tarnowo.
Die Gegend ist bereits seit der Jungsteinzeit von Menschen besiedelt. Die Böden sind fruchtbar und das Klima angenehm und mit hohen Niederschlägen.
Die Bevölkerung des Dorfes besteht aus 75 % Bulgaren und 25 % Roma.

## Geschichte
In der Nähe des Dorfes liegt ein jungsteinzeitlicher Siedlungshügel (Karanowo-Siedlungshügel), der Namensgeber für die gleichnamige Karanowo-Kultur war.
Archäologische Grabungen am Karanowo-Siedlungshügel haben die Ansiedlung von prähistorischen Kulturen im 6. bis 2. Jahrtausend v. Chr. belegt, mit kleinen Unterbrechungen in der Siedlungsgeschichte. In der Bronzezeit wurde der Siedlungshügel verlassen und der Siedlungsschwerpunkt verschob sich in die offenen Ebene. Aus der nachfolgenden frühen Eisenzeit wurden auch archäologische Spuren gefunden.
Zu Beginn der römischen Epoche entstand einen Kilometer südlich des Siedlungshügels eine große antike Siedlung. In den Jahren 1912 bis 1914 entdeckten Archäologen Münzen aus dem 3. bis 4. Jahrhundert n. Chr. Ab 1976 wurde sechs Jahre lang Feldforschung am Kranow-Siedlungshügel betrieben. Dabei wurden vier Bauperioden festgestellt, die sich vom 1. Jahrhundert n.&chr, bis zur ersten Hälfte des 4. Jahrhunderts erstreckten. Die frühesten Münzfunde stammen aus dem Jahr 46 v. Chr. unter der 4. Herrschaft von Kaiser Claudius. Die Archäologen nehmen an, dass hier entweder eine Villa rustica eines Adligen oder eine Wegestation am Weg von Ulpia Augusta Trajana (heute Stara Sagora) nach Anchialo stand. (Anmerkung: Anchialos liegt ganz in der Nähe des heutigen Pomorie. Hier fand am 20. August 917 n. Chr. die Schlacht von Anchialos statt.) 
Zu dieser periode zählen außer Münzen auch eine große Zahl von Votivtafeln des Thrakischen Reiters, was für die Existenz eines großen Heiligtums des Baga-Reiters spricht. (Anmerkung: Baga - bulg. бага - ist ein protobulgarischer Titel.) Im Jahre 1982 wurde eine Statue des Thrakischen Reiters gefunden, die 2/3 der natürlichen Größe erreicht, was ebenfalls für die Existenz eines Heiligtums spricht. Auch ein monumentales Gebäude mit 13 Räumen wurde entdeckt. Zwei Räume rechteckige Räume mit den Maßen 7,30 × 6,80 sind besonders ausgestaltet.
Die zweite Bauperiode erstreckte sich vom 3. zum 4. Jahrhundert und begann mit der Befestigung des Objektes gegen die einfallenden Goten. Die nördliche Festungsmauer mit drei rechteckigen Türmen wurde freigelegt. Sie wurden aus Bruchmauerwerk angelegt, Schichten aus Steinen und Ziegeln wechseln sich ab und sind mit Mörtel und Ziegel-Bruchsteinen verbunden.
Der neue christliche Glauben war Anlass für den Bau einer kleinen dreischiffigen Basilika, in die Teile der zerstörten Gebäude integriert wurden. Ein Aufstand der als Kolonisten angesiedelten Goten führte zur Zerstörung des Objektes. 
In der dritten Bauphase wurden in der Nähe der zerstörten Schutzmauer Wohngebäude und Wirtschaftsgebäude in einer Reihe errichtet. Sie wurden aus gehauenen Steinen, die mit Lehm verbunden wurden, errichtet und mit Dachziegeln gedeckt. auch eine neue, größere Basilika wurde gebaut. diese dritte Siedlung wurde von den Hunnen zerstört.
Die vierte Bauperiode lag in der Zeit von Kaiser Justinian I. (Regierungszeit 527 bis 565 n. Chr.). Er versuchte angestrengt durch die Erneuerung der alten Festungen und den Bau von neuen Festungen den Einfällen der Barbaren entgegenzutreten. Eine neue Basilika mit Dreifach-Apsiden wurde errichtet, allerdings in schlechter Qualität ausgeführt. In der zweiten Hälfte des 4. Jahrhunderts zerstörten die Awaren und Slawen die Siedlung. Erst zwei Jahrhunderte später entstand auf diesen Ruinen eine mittelalterliche Siedlung.